# Ryan Shawcross
Ryan James Shawcross, född 4 oktober 1987 i Chester, är en engelsk fotbollsspelare som spelade som mittback, senast för Inter Miami.

## Karriär
Shawcross kom till Stoke från storklubben Manchester United den 18 januari 2008 för 1 miljon pund.
Efter en fin debutsäsong i Premier League länkades Shawcross ihop med flera klubbar, såsom West Ham, Fulham, Everton, Liverpool och Manchester United, men både Shawcross och Stokes tränare Tony Pulis dementerade ryktena. Shawcross gjorde mål på nick i Stokes första match för säsongen 2009/2010. Matchen var mot Burnley och slutade 2-0.
I matchen mellan Stoke City och Arsenal den 27 februari 2010 blev Arsenals Aaron Ramsey, endast 19 år vid tillfället, tacklad av Shawcross med ett benbrott som följd, Ramsey fick frakturer på både skenbenet och vadbenet. Shawcross fick rött kort direkt och lämnade planen i tårar. Inför säsongen 2019/20 så var Shawcross skadad och han spelade endast 5 matcher.
Den 20 februari 2021 värvades Shawcross av amerikanska Inter Miami.